# 麥考爾角

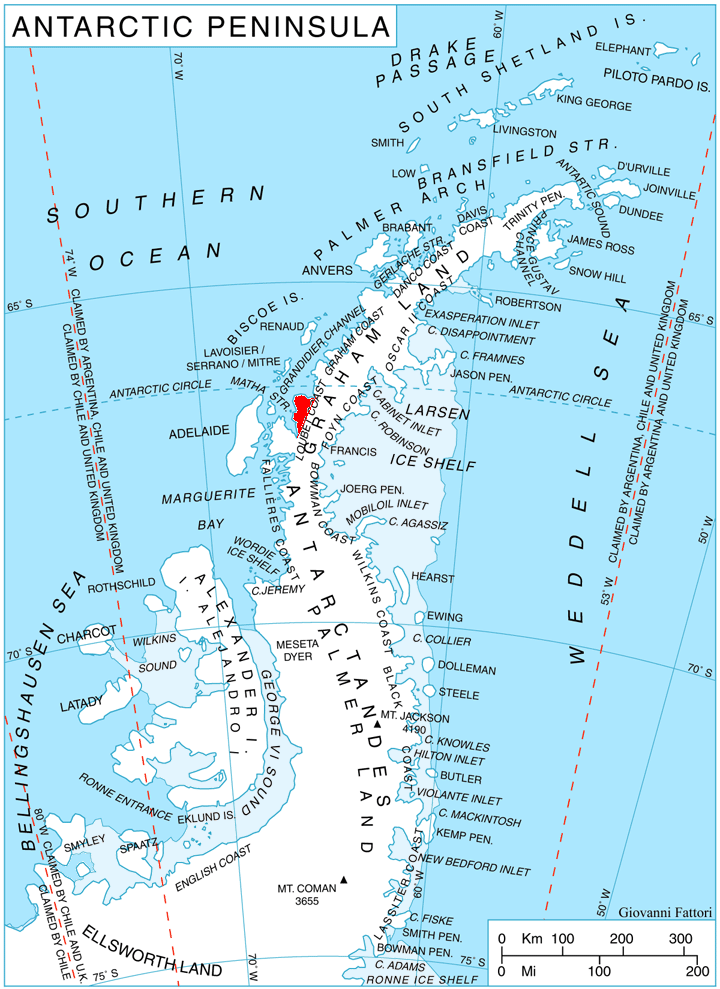

67°2′S 66°38′W / 67.033°S 66.633°W
麥考爾角（英語：McCall Point），是南極洲的海岬，位於葛拉漢地的盧貝海岸，處於佩爾尼克半島西岸，以美國工程師命名，現時由南極條約體系管理。